# Obręcz koła
Obręcz koła (jezdnego):
- część koła pojazdu, służąca do zamocowania ogumienia (zob. felga),
- obręcz (bandaż) ze stali o podwyższonej wytrzymałości nakładana na koło bose pojazdu szynowego,
- stalowa obręcz nakładana na drewniane koło, np. furmanki.

## Galeria

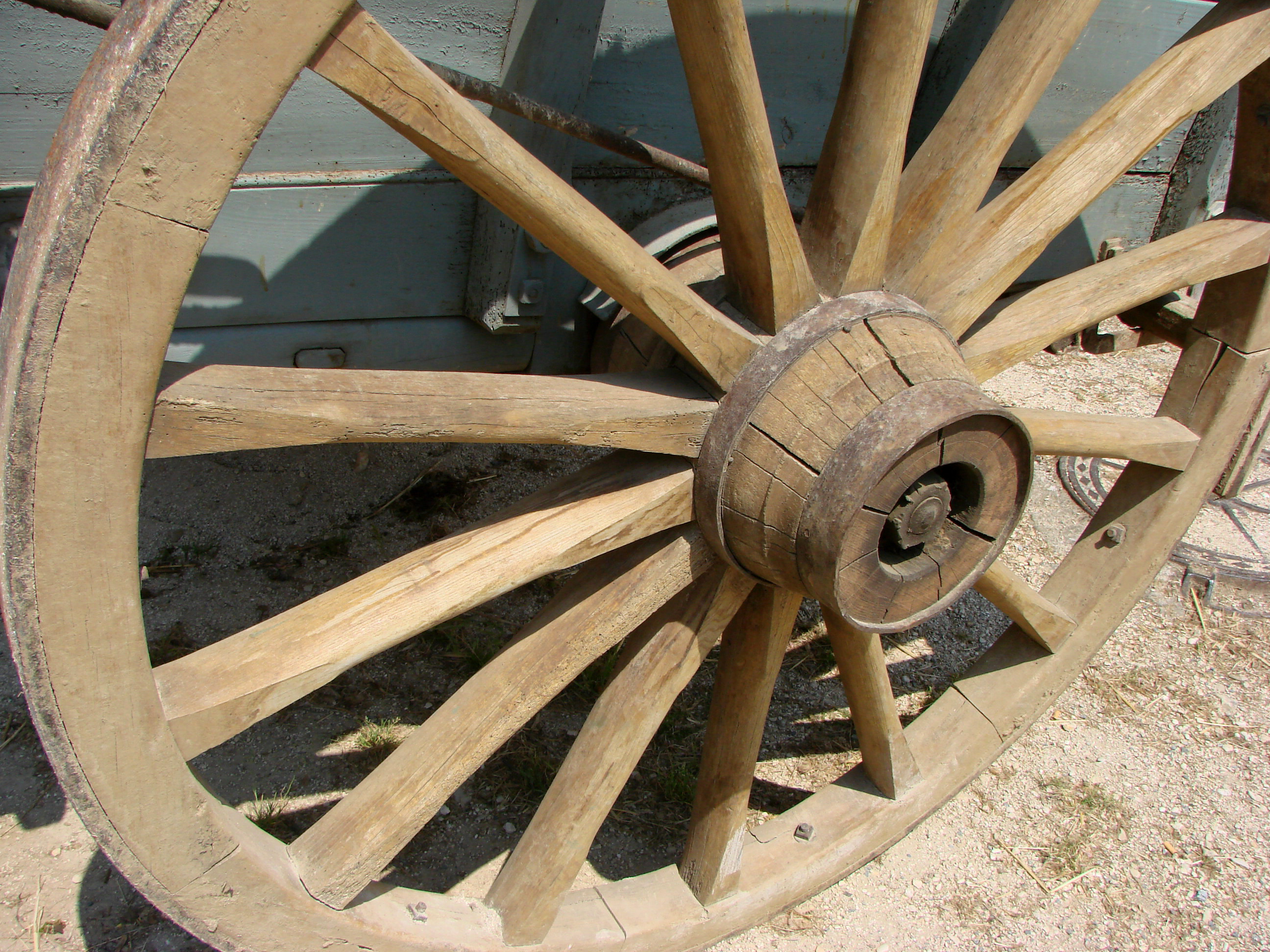
Koło drewniane z obręczą
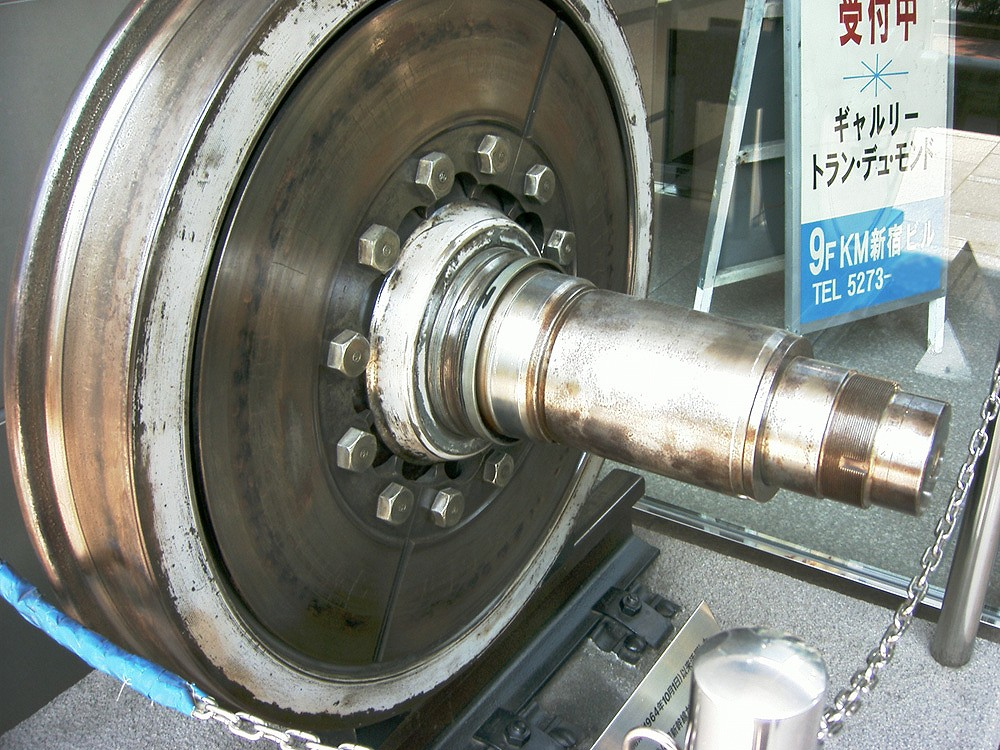
Obręcz na kole pojazdu szynowego
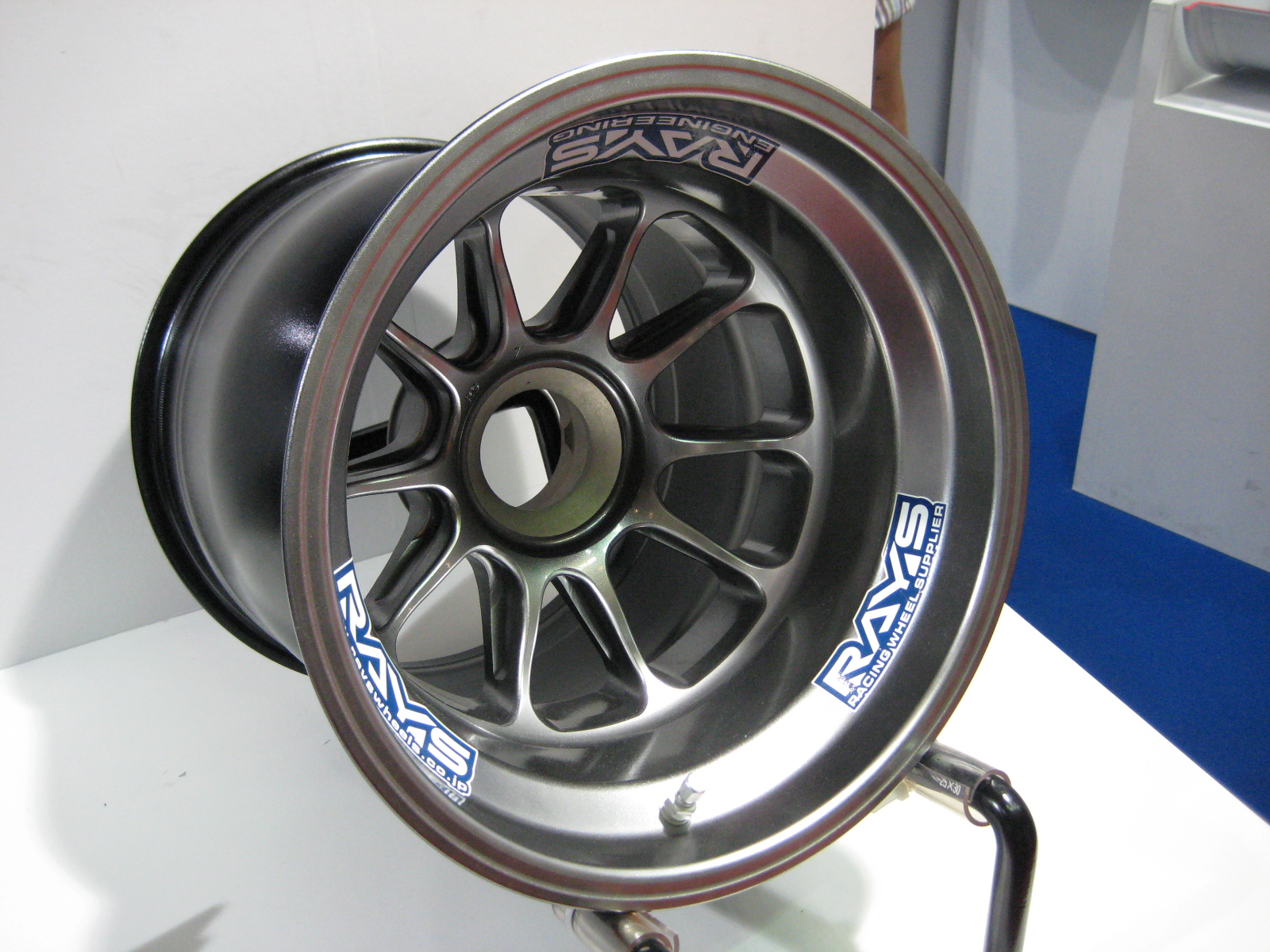
Felga pojazdu samochodowego
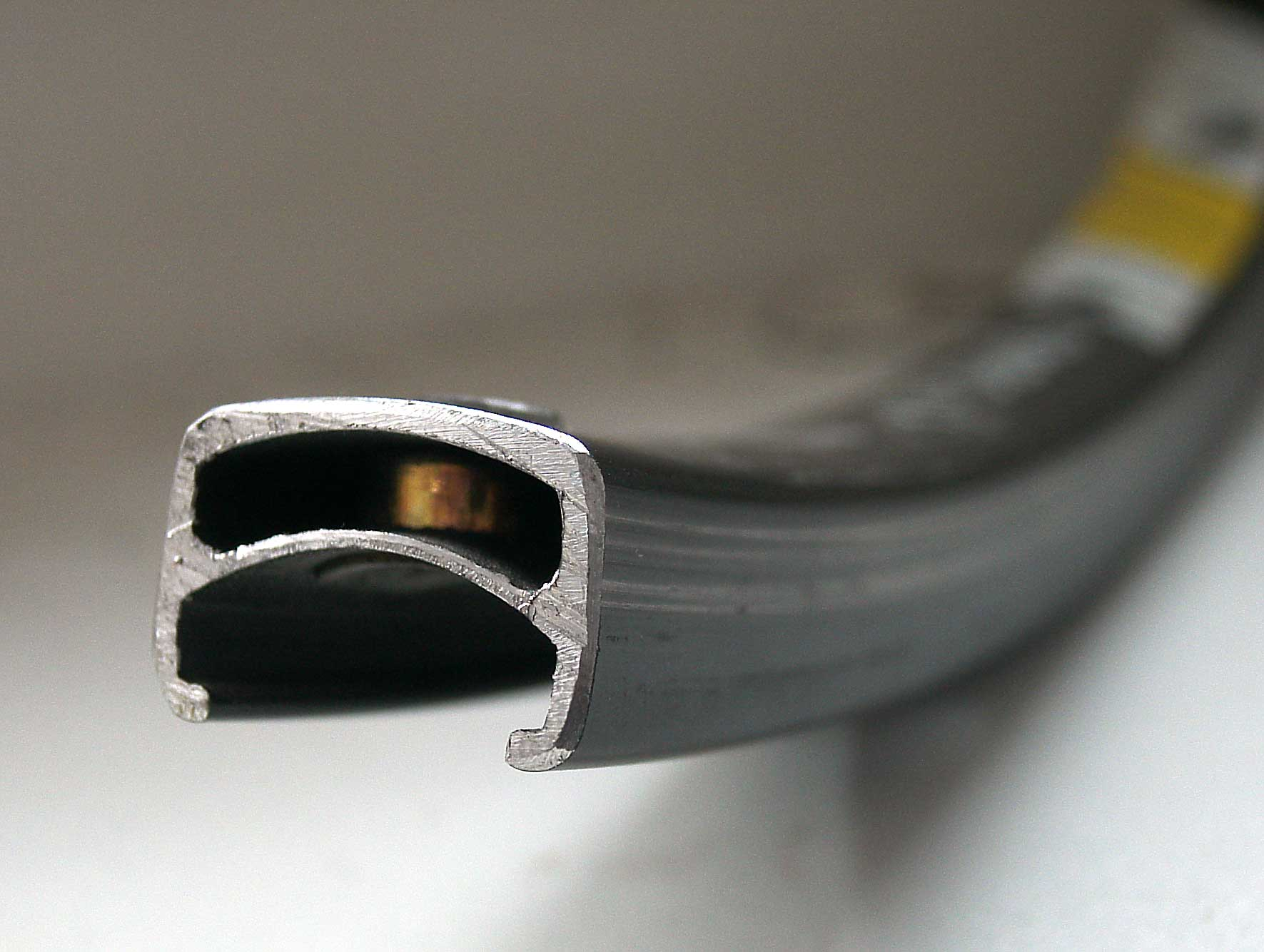
Przekrój obręczy koła rowerowego